# Frères de la côte
 (octobre 2012).
Les Frères de la côte, ou Frères la côte, est le nom d'une confrérie de flibustiers et de boucaniers installée sur l'Île de la Tortue sous l'autorité d'un gouverneur français, au début du XVIIe siècle. La confrérie disparaît en 1689 quand les règles de son fonctionnement ne sont plus respectées.

## Origine
Dès le XVIe siècle, des pirates anglais et français font la course aux bâtiments espagnols navigant dans la mer des Antilles. François Ier était contre le partage du monde par le pape dans le Traité de Tordesillas entre Portugal et Espagne et encourageait déjà les armateurs et les capitaines à engager la course contre le commerce dans les mers des Indes et de l'Amérique. Les flibustiers protestants entreprennent aussi en 1555 le siège de La Havane.
Au début du XVIIe siècle, des bandes d'aventuriers, s'échappant des guerres civiles de France, de toutes les classes de la société, avides de richesses et épris de liberté, se font boucaniers dans les savanes de Saint Domingue pour chasser le buffle et vendre les peaux aux capitaines de vaisseaux français et hollandais. La plupart d'entre eux deviennent flibustiers auquel se joignent encore des engagés venus de France qui signent un engagement de trois ans.

## Histoire
Ainsi des capitaines corsaires s'associent avec des boucaniers pour fonder une confrérie qu’ils nomment « confrérie des frères de la côte », en rappel de la côte de Saint-Domingue sur laquelle ils sont principalement implantés. Ils se fixent des règles, un code d’honneur et vivent de leurs diverses activités en marge de la société — chasse, contrebande, course. Ils sont particulièrement actifs entre 1640 et 1684 à partir de leur bastion, l'île de la Tortue.
En premier lieu, ce sont les boucaniers qui adoptent entre eux cette appellation, mais l’expression « Frères de la Côte » englobe rapidement de nombreux autres participants, comme les flibustiers ou même les coupeurs de bois de teinture de la côte du Honduras et du golfe de Campêche.
Association d’hommes libres et indépendants, les Frères de la Côte partagent une même solidarité et un même amour d’une vie sans contraintes dans un code d'honneur appelé Coustume des Frères de la Coste. Adeptes d'une liberté totale, organisés en communautés partageant de manière égalitaire les risques, tâches et butins, ce sont eux qui donnent aujourd'hui à la flibuste ses airs de fraternité libertaire chers aux auteurs engagés qui voient dans ce pan d'histoire un mouvement précurseur de l'anarchisme (par ex. : Daniel Defoe, Gilles Lapouge, Mikhaïl W. Ramseier ou Michel Le Bris).
Jean Gabaret, lorsqu'il arrive à Hispaniola, décrit les flibustiers : « ils vont en course sur les étrangers et rapportent leur butin qui se consomme parmi les habitants parmi lesquels ils vivent le temps qu'ils ne peuvent pas être en mer ». Il ajoute que, à l'instar des boucaniers, les flibustiers « sont accoutumés à la débauche et à vivre indépendants, sans reconnaître aucun chef parmi eux ».
Si certains n'hésitent pas aujourd'hui à parler de lieux géographiques précis ou à donner force détails sur la vie et le parcours des Frères de la Côte, il est toutefois risqué de tenter de définir avec trop de précision cette communauté, dont seule la définition — aux contours restés très flous — nous est parvenue,.